# Платов (хутор)
Платов — хутор в Кашарском районе Ростовской области.
Входит в состав Талловеровского сельского поселения.

## География
Хутор Платов расположен примерно в 55 км к востоку от слободы Кашары. Ближайшие населённые пункты — хутор Малаховский и село Таловка.
На хуторе имеется одна улица — Платовская. Южнее хутора берёт начало река Вербовка (приток Чира).

## История
До начала коллективизации на хуторе было более 400 крестьянских хозяйств, более 2000 трудоспособных жителей. К 1960-м годам было только 150 хозяйств и около 300 трудоспособных человек.
В советское время хутор был в составе разных районов: Милютинского, Морозовского, Селивановского, Киевского.
В Платове нет школы и медпункта. Автобусное сообщение нерегулярное.

## Население
| 2010 |
| ---- |
| 33   |